# Codi de bones pràctiques sobre referèndums
El Codi de bones pràctiques sobre referèndums són un seguit de recomanacions adoptades pel Consell d'Europa per a les Eleccions Democràtiques en la seva 19a reunió (Venècia, 16 de desembre de 2006) i la Comissió de Venècia en la seva 70a sessió plenària (Venècia, 16-17 de març de 2007).

## Bones pràctiques

### Vot lliure
La qüestió subjecta a votació ha d'ésser clara; no ha d'induir a l'error; no ha de suggerir algun tipus de resposta; els electors han d'estar informats dels efectes del referèndum; ha de permetre's que es respongui a les preguntes formulades amb “sí”, amb “no”, o amb un vot en blanc.

### Percentatge de participació (Quòrum)
Basada en la seva experiència a l'àrea de referèndums, la Comissió de Venècia ha decidit recomanar que no s'emeti cap disposició en relació amb les regles del percentatge de participació.
Un quòrum necessari mínim (mínim percentatge) pot generar que els opositors de la proposta s'abstinguin en comptes de votar en contra. Per exemple, si el 48% dels electors estan a favor de la proposta, 5% en contra, i 47% s'abstenen, el percentatge opositor podria deixar de participar per imposar el seu punt de vista, malgrat que realment constitueix una minoria. A més, la seva absència en la campanya tendirà a augmentar el nombre d'abstencions i, per tant, la probabilitat que el quòrum no es completi. Fomentar tant l'abstenció com la imposició del punt de vista d'una minoria no és saludable en una democràcia (punt III.7.a). Addicionalment, existeix la intenció de falsejar el percentatge de participació mínim necessari enfront d'una feble oposició.
Un quòrum d'aprovació (acceptació per un mínim percentatge dels electors registrats) pot arribar també a ser inconclús. Pot ser tan alt dificultant en excés la possibilitat d'un canvi. Si un text s'aprova –fins i tot per un marge substancial– per una majoria d'electors sense que sigui aconseguit el percentatge requerit, la situació política s'enrareix extremadament, ja que la majoria sentirà que ha estat privada de la victòria sense justa raó; el risc que una proporció d'un mínim necessari (turn-out rate) sigui falsificada és el mateix que per a un quòrum amb un mínim necessari.